# Juan Antonio Martínez Arroyo
Juan Antonio Martínez Arroyo (Madrid (España); 25 de mayo de 1944), baloncestista español retirado, olímpico en 1968.

## Biografía
Es considerado un jugador legendario por los aficionados del Club Baloncesto Estudiantes y también en la historia del baloncesto español. Es el jugador que más temporadas consecutivas ha jugado con el Estudiantes.
Jugaba en la posición de base, midiendo un poco menos de 1,80 m.
Era un talento natural en la dirección de juego y tenía un buen tiro exterior, con una mecánica de tiro particular.
Es el padre de dos jugadores profesionales también formados en Estudiantes, que también juegan en la posición de base y que juegan o han jugado en equipos ACB: Gonzalo Martínez y Pablo Martínez.
Sus hermanos Luis, Manuel y Fernando, que era su hermano gemelo, también fueron jugadores de Estudiantes.

## Clubes
- Jugó toda su vida en el Club Baloncesto Estudiantes, desde la temporada 1961-62 hasta la temporada 1974/75.
- Su primera licencia con Estudiantes fue a los 12 años.

## Selección española
- 70 veces internacional.
- Participó en los Juegos Olímpicos de México 1968.

## Títulos
- Copa de España (1962-63).
- Subcampeón de la Copa de España (1974/75).
- Subcampeón de la Liga Española (1967/68).